# 주자어류
《주자어류》(朱子語類)는 주희와 그 문인(門人)들의 학문상 문답을 기록한 책(書)이다.
《주자어류》는 모두 140권이며, 여정덕(黎靖德)이 편찬했다. 그 서문에는 남송 함순(咸淳) 6년(1270)의 재편년차(再編年次)가 기록되어 있다. 주자의 사후 70년이 지나서 책이 만들어진 것이다. 이 《어류》가 간행되기 전에는 3록(三錄) 2류(二類)라고 하는 어록적(語錄的) 형태와 어류적 형태의 두 계통의 간본(刊本)이 있었다. 여정덕의 것은 어류적 입장에서 종래의 제간본(諸刊本)을 재편한 것이다. 어록은 문인이 주자로부터 들은 학문상의 회답을 개인적으로 기록했던 것을 수록한 것이고, 어류는 주자의 말을 들은 문인별로 되어 있는 어록을 해체하여 사상, 내용에 따라 항목을 나눠 재편성한 것이다. 주자의 어록 및 어류의 종류는 모두 14종이나 여정덕이 편집한 《주자어류》가 가장 내용이 풍부하다.
내용면으로 가장 중요한 부분은 이기(理氣)·귀신(鬼神)·성리(性理)·성정론(性情論)으로 주자의 형이상적 사유를 알 수 있다. 그러나 《주자어류》는 주자의 문인들이 개인적으로 기록한 것을 수집한 것이기 때문에 주자가 직접 집필한 저서나 《주자문집》(朱子文集)에 비교하여 자료적인 가치는 떨어진다. 저서나 문집을 함께 읽어야 이 《주자어류》는 의미가 있다.

## 같이 보기
- 주희
- 중고 한어

## 참고 문헌
- 이 문서에는 다음커뮤니케이션(현 카카오)에서 GFDL 또는 CC-SA 라이선스로 배포한 글로벌 세계대백과사전의 내용을 기초로 작성된 글이 포함되어 있습니다.